# Billy Donovan
William John Donovan Jr. (* 30. Mai 1965 in Rockville Centre, New York) ist ein US-amerikanischer Basketballtrainer. Seit 2020 ist er Cheftrainer der Chicago Bulls.
Als Point Guard bestritt er 44 Spiele in der National Basketball Association (NBA) und 17 Spiele in der Continental Basketball Association (CBA). Nach 19 Jahren als Cheftrainer der University of Florida und dem Gewinn von zwei NCAA-Meistertiteln wechselte er in die NBA.

## Spielerkarriere
Donovan erreichte 1987 mit dem Providence College das Halbfinale in der NCAA-Endrunde. Er erzielte in der Saison 1986/87 im Durchschnitt 20,6 Punkte je Begegnung und bereitete ebenfalls im Mittel 7,1 erfolgreiche Korbwürfe seiner Mannschaftskameraden vor. Anschließend wurde der Aufbauspieler im NBA-Draft 1987 von den Utah Jazz an 68. Stelle ausgewählt, jedoch nicht in den Kader übernommen. Donovan wechselte daraufhin in die unterklassige CBA, wo er kurz für die Wyoming Wildcatters spielte. Nachdem Rick Pitino, unter dem Donovan am Providence College spielte, Trainer bei den New York Knicks geworden war, erhielt Donovan im Dezember 1987 einen NBA-Vertrag bei der Mannschaft.
Donovan wurde jedoch im März 1988 entlassen und erhielt kein Engagement mehr in der NBA. Nach einem weiteren Jahr in der CBA, in dem er für die Rapid City Thrillers spielte, arbeitete Donovan im Bankwesen und schlug dann den Weg des Trainers ein.

## Trainerkarriere
Pitino wurde Trainer an der University of Kentucky und engagierte Donovan als Assistenztrainer. 1994 erhielt Donovan an der Marshall University seine erste Stelle als Cheftrainer. Er wurde zudem Zeitpunkt mit 28 Jahren der jüngste Trainer der NCAA Division I. In seiner zweijährigen Amtszeit führte er Marshall zu 35 Siegen und 20 Niederlagen, nachdem die Mannschaft im Jahr vor Donovans Verpflichtung noch 18 Spiele verloren hatte. Der Einzug in die NCAA-Endrunde gelang Donovan mit Marshall jedoch nicht.
1996 erhielt er von der University of Florida ein Angebot, das er annahm und Cheftrainer der Florida Gators wurde. Diese entwickelten sich unter Donovan zu den besten Hochschulmannschaften der NCAA. 2000 erreichte man das NCAA-Endspiel, in dem man der Michigan State University unterlag. 2006 und 2007 gewann Donovan mit den späteren NBA-Spielern Al Horford, Joakim Noah und Corey Brewer den Meistertitel in der NCAA. Viermal gewann Donovan in seiner 19-jährigen Amtszeit mit Florida ebenfalls die Meisterschaft der Southeastern Conference (SEC). 2011, 2013 und 2014 wurde Donovan als Trainer des Jahres der SEC ausgezeichnet. Insgesamt gewann er mit Florida 467 Spiele, 185 wurden verloren.
Schon 2007 erhielt er ein Angebot von der NBA-Mannschaft Orlando Magic, das er am 1. Juni des Jahres zunächst annahm, dann jedoch seine Meinung änderte. Der Vertrag wurde rund eine Woche nach der Bekanntgabe aufgelöst, Donovan blieb bei den Gators. In der Saison 2013/14 führte er Florida noch einmal ins Halbfinale der NCAA-Endrunde. 2014/15 verpasste man diese zum ersten Mal seit 18 Jahren.
Im April 2015 unterschrieb Donovan einen Vertrag bei den Oklahoma City Thunder und ersetzte damit Scott Brooks. Er wurde damit Trainer namhafter Spieler wie Kevin Durant und Russell Westbrook. Mit Oklahoma City gewann Donovan in seinem ersten Jahr den Meistertitel in der Northwest-Division. Im September 2020 einigte er sich mit Oklahoma City auf eine Trennung und keine Erneuerung des auslaufenden Vertrags. In seiner fünfjährigen Amtszeit wies Donovan eine Bilanz von 243 Siegen und 157 Niederlagen auf. Von der Vereinigung der NBA-Trainer wurde er in der Saison 2019/20 gemeinsam mit Mike Budenholzer als bester Trainer der Liga ausgezeichnet.
Donovan trat kurz nach seiner Trennung von Oklahoma City das Cheftraineramt beim NBA-Konkurrenten Chicago Bulls an. 2025 wurde er als Coach in die Naismith Memorial Basketball Hall of Fame aufgenommen.